# Angustidontus seriatus
L'angustidonto (Angustidontus seriatus) è un crostaceo estinto, vissuto nel Devoniano superiore (Famenniano, circa 350 milioni di anni fa). I suoi resti sono stati ritrovati in Europa e in Nordamerica. 

## Descrizione
Gran parte dei fossili attribuiti a questo animale sono costituiti da frammenti di appendici spinose, delle dimensioni di pochi centimetri. Resti più completi nel 2006 hanno rivelato l'aspetto dell'intero animale: lungo al massimo una trentina di centimetri, Angustidontus possedeva un corpo vagamente simile a quello delle attuali canocchie (Squilla mantis), con un addome allungato e relativamente piatto, costituito da molteplici segmenti. Nella parte anteriore del corpo erano presenti un paio di strutture predatorie (le appendici citate poco prima), dotate di una quarantina di spine sottili e allungate (da qui il nome Angustidontus). Queste strutture, di grandi dimensioni in rapporto alla grandezza dell'intero animale, erano posizionate sotto il corpo ed esercitavano un movimento all'ingiù. 

## Classificazione

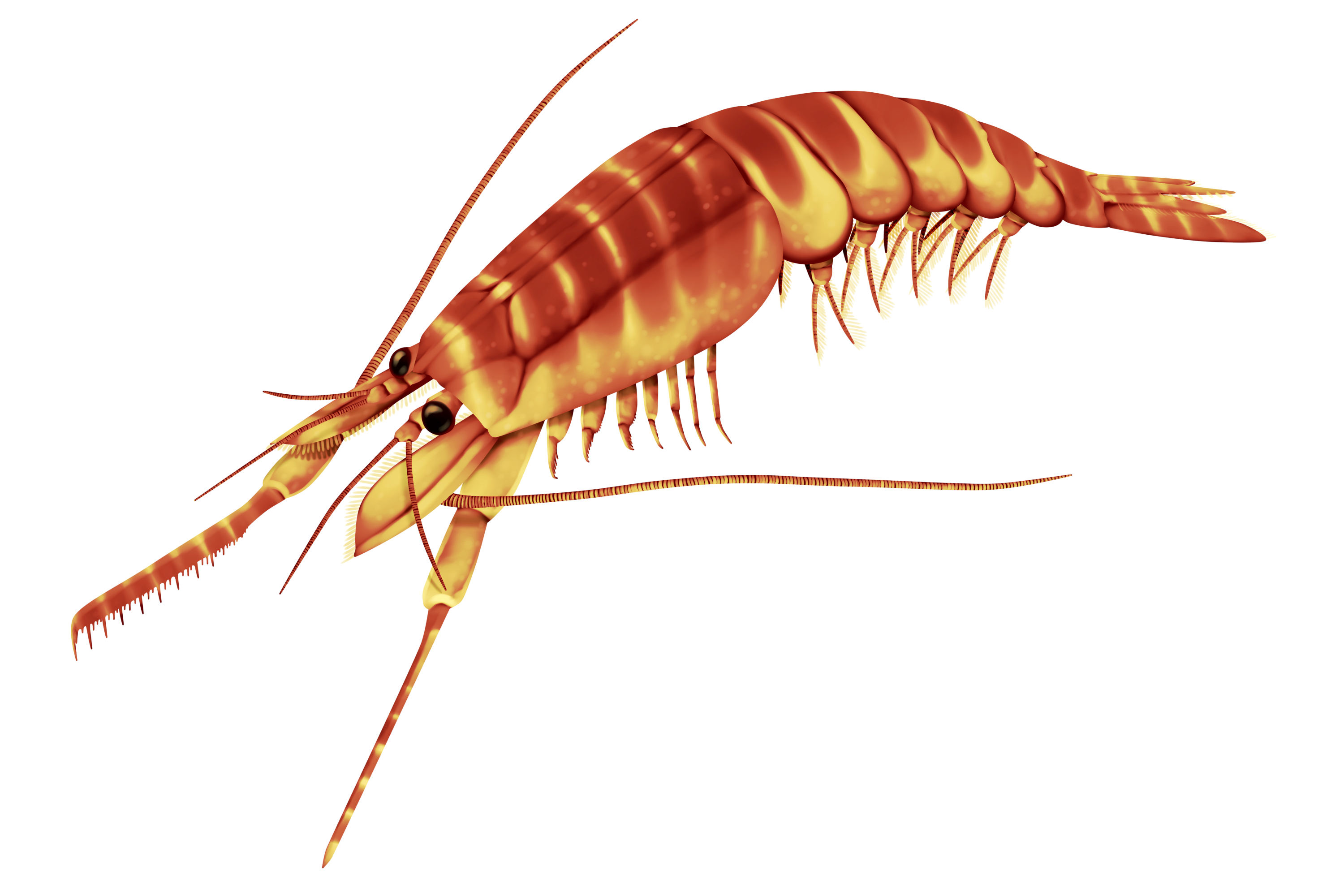
Ricostruzione di Angustidontus seriatus

Descritto per la prima volta nel 1936 da Cooper, questo animale è stato per lungo tempo conosciuto solo per frammenti fossili delle lunghe appendici. La classificazione, quindi, non poteva essere chiara. Alcuni studiosi avvicinarono gli enigmatici resti agli euripteridi (in particolare a Megalograptus), altri agli archeostomatopodi. Con la scoperta di resti più completi provenienti dal Nevada e dalla Polonia, è stato possibile ipotizzare le relazioni di questo animale: è probabile che Angustidontus fosse un crostaceo affine agli eocaridi, o forse ai peracaridi, in particolare al genere Palaeopalaemon. Una forma simile, altrettanto enigmatica, è Pseudoangustidontus duplospineus dell'Ordoviciano inferiore del Marocco.